# Thenardia galeottiana
Thenardia galeottiana är en oleanderväxtart som beskrevs av Henri Ernest Baillon. Thenardia galeottiana ingår i släktet Thenardia och familjen oleanderväxter. Inga underarter finns listade i Catalogue of Life.